# Miriam Mirah
Miriam Mirah (São Paulo, 2 de abril de 1953 – São Paulo, 22 de março de 2022) foi uma cantora e compositora brasileira, vocalista do grupo musical Raíces de América. Foi também vocalista do Tarancón, de trabalho bastante conhecido no circuito universitário brasileiro no final dos anos 70 e na primeira metade da década de 80.
Trabalhou com diversas tendências da música brasileira, e manteve vivo o som de influência hispano-americana em sua arte. Depois de sua saída do Tarancón na segunda metade da década de 80, trabalhou seu som marcadamente brasileiro, cujo resultado mais significativo é a interpretação da música Mira Ira (Lula Barbosa - Vanderlei de Castro), composta em sua homenagem, defendida no Festival dos Festivais promovido pela TV Globo em 1985. Este trabalho, que se eternizou na memória dos brasileiros, somente não sagrou-se vencedor (atingiu a segunda colocação) por não ter sido considerada "vendável" pela coordenação do festival. Ironicamente, o LP do festival da Globo, de 1985, rendeu à Som Livre a venda de mais de 500 mil cópias. Na década de 1990, especializou-se na mistura dos ritmos caribenhos e com os do Brasil, e em seguida gravou o CD Cuba Nagô.

## Carreira
A cantora e compositora paulista Miriam Mirah começou seu aprendizado musical com piano e violão, e logo em seguida influenciou-se com toda a renovadora agitação musical que embalou o Brasil e o mundo na década de 60.
Nos anos 70 estudou técnica vocal com Caio Ferraz, e participou de festivais estudantis, inclusive o do efervescente Colégio Equipe, que tinha então Serginho Groisman compondo a Coordenadoria Cultural. Ali conheceu Jica Benedito e Emilio de Angeles, e junto com Alice Lumi criaram o Tarancón. O grupo fez suas primeiras apresentações junto à Colônia Espanhola (CDE - Centro Democrático Espanhol), posteriormente pelas Universidades, Comunidades de Base (da Igreja Católica) e logo por todo o país. O show no Teatro da Pontifícia Universidade Católica de São Paulo (TUCA) em 15 de agosto de 1975 e o primeiro disco, GRACIAS A LA VIDA, lançado em 1976, foram fundamentais na profissionalização do grupo e de sua solista, somando-se ainda cinco discos e mais de 1500 apresentações por todo o país. Destaca-se também a participação da cantora em shows das lendárias Mercedes Sosa (com quem dividiu o palco) e Isabel Parra, além de tornar-se a “musa” do som latino no Brasil.
Nos anos 80 iniciou sua carreira individual, agora com a preocupação de reintroduzir a MPB e seus novos compositores no repertório, surgindo daí um som brasileiro com influência latina. O maior exemplo disto foi visto por todo o país no Festival dos Festivais da Rede Globo em 1985, quando interpretou a canção MIRA IRA (Lula Barbosa – Vanderlei de Castro), composta em sua homenagem, campeã do público e carro-chefe na vendagem do disco do Festival, com mais de 250 mil exemplares segundo a Som Livre, e incluída em 2004 no CD “O Melhor dos Festivais” pela mesma gravadora.
Nos anos 90, Miriam passou a investir nos ritmos dançantes do Brasil e do Caribe, gravando o CD CUBA NAGÔ, um interessante trabalho de fusão cultural em que se destaca a contribuição do maestro e músico Edwin Pitre, panamenho radicado no Brasil. Seguem-se o show de lançamento mais as apresentações dançantes, além de participações em CDs junto a artistas como: Gerônimo, Marlui Miranda, Gereba, Lula Barbosa, Boca Livre e outros.
A partir de 2000 passou a ter dois repertórios em shows, um comemorativo de seus 30 anos de carreira e outro onde canta somente os compositores Silvio Rodriguez e Pablo Milanés. Depois passa a realizar um trabalho retrospectivo, com novas “leituras” das músicas mais marcantes de sua carreira a composições próprias; com seu arranjador e pianista, Jayme Lessa e sua banda, utiliza uma instrumentação acústica, priorizando a beleza, simplicidade e originalidade na concepção sonora das canções, assim realçando seus versos.
Em 2002 Miriam refez sua antiga parceria com Lula Barbosa e juntos montaram dois shows: “Duos na MPB” e “Homenagem a Clara Nunes e Agostinho dos Santos”. Também em 2002 foi convidada pelo maestro Willy Verdaguer a fazer participações especiais no Grupo Raíces de América, e gravou com eles o CD “Raíces de América 25 Anos”, em 2004. Em fevereiro de 2003 participaram do “FESTIVAL MUNDIAL DE LA CANCIÓN” no Panamá representando o Brasil defendendo a música América Morena (L. B. – V. de Castro), com arranjo de Jayme Lessa e regência de Edwin Pitre.
A partir de 2005 participou com o Trio Boa Vista, formado por Jica (bongô), Sergio Turcão (baixo acústico) e Jayme Lessa (piano), interpretando canções caribenhas dos anos 40/50 em vários espetáculos.
Em 2008, Miriam juntou-se a Lula Barbosa e Mário Lúcio Marques (saxofonista, arranjador recém saído do Placa Luminosa) e fundam a “TRIBO MIRA IRA”, que já resultou em alguns shows, como o do Projeto Conexão Latina, no Memorial da América Latina - SP, junto com Lô Borges e o CD “Viajar”. No Projeto “Mulheres do Sol”, no Centro Cultural Banco do Brasil SP, também em 2008, levou seu trabalho solo e dividiu o palco com Isabel Parra (filha de Violeta Parra), num grande reencontro musical após muitos anos.
Nesta época apresentou o show BATIDA DIFERENTE, resultado de anos de convivência com o universo musical latino e da MPB e cujo repertório está pronto para ser gravado, e também referente aos seus 35 anos de vida profissional; estão montados também os trabalhos: TROVADORES CUBANOS, com canções de Silvio Rodriguez e Pablo Milanés, e VIOLETA E ISABEL PARRA POR MÍRIAM MIRÀH.

## Morte
Em 23 de março de 2022, a família da cantora anunciou a morte ocorrida no dia anterior.